# Sandra Izbașa
Sandra Raluca Izbașa (18 de juny de 1990 a Bucarest), és una gimnasta romanesa guanyadora de la medalla d'or en solitari als Jocs Olímpics de Pequín 2008, on també va ser bronze en la competició per equips i campiona en salt als Jocs Olímpics de Londres 2012, deixant en segon lloc a la gran favorita i campiona mundial McKayla Maroney. A més d'obtenir la medalla de bronze per equips.
Va començar a practicar la gimnàstica amb només quatre anys, en el CSA Steaua de Bucarest. El 2002 va entrar a formar part de l'equip nacional romanès, i el 2003 va debutar internacionalment en el Campionat Europeu de la categoria Júnior, guanyant una medalla de plata en sòl, el seu millor aparell.
El 2006 va debutar com gimnasta en categoria sènior, sent una de les grans revelacions d'aquest any, ja que va guanyar tres medalles (or en sòl, plata per equips i bronze en barra d'equilibris) en els Campionats Europeus de Volos i dos (bronze en la general individual i plata en barra d'equilibris) en els Campionats Mundials d'Aarhus d'aquest mateix any.
Als Jocs Olímpics de Pequín 2008 era una de les principals figures de l'equip romanès, al costat de Steliana Nistor. En la competició per equips Romania va aconseguir la medalla de bronze, per darrere de la Xina (or) i els Estats Units (plata)
Izbașa es va classificar per disputar la final general individual i la final en solitari. En la final general individual va concloure en vuitena posició amb una puntuació total de 60.750
En la final en solitari., Sandra Izbașa va obtenir una puntuació de 15.650 que li va servir per aconseguir la medalla d'or, per davant de les nord-americanes Shawn Johnson (plata amb 15.500) i Nastia Liukin (bronze amb 15.425)
Mesura 1.64 m. i pesa 51 kg.

## Resultats
| Any  | Competició         | Lloc      | Resultat                                                        |
| ---- | ------------------ | --------- | --------------------------------------------------------------- |
| 2006 | Campionat d'Europa | Volos     | 1a en Sòl 2a per Equips 3a en Barra 7a en Salt                  |
| 2006 | Campionat del Món  | Aarhus    | 2a en Barra 3a en Individual 4a per Equips 6a en Sòl 8a en Salt |
| 2007 | Campionat d'Europa | Amsterdam | 2a en Individual 2a en Barra 8a en Sòl 8a en Salt               |
| 2007 | Campionat del Món  | Stuttgart | 3a per Equips 8a en Sòl 9a en Individual                        |
| 2007 | Campionat d'Europa | Clermont  | 1a per Equips 1a en Sòl 2a en Barra                             |
| 2008 | Jocs Olímpics      | Pequín    | 1a en Sòl 3a per Equips 8a en Individual                        |
| 2012 | Jocs Olímpics      | Londres   | 1a en Salt 3a per Equips 5a en Individual                       |